# Бореальний біогеографічний регіон

Біогеографічні регіони Європи й Туреччини: арктичний, бореальний, атлантичний, континентальний, альпійський, паннонський, середземноморський, макаронезійський, степовий, чорноморський та анатолійський регіони

Бореальний біогеографічний регіон — біогеографічний регіон Північної Європи, який складається переважно з хвойних лісів і водно-болотних угідь.

## Обсяг
Європейська комісія та Рада Європи визначили бореальний регіон з метою звітування про зусилля та результати збереження. Бореальний регіон Європейського Союзу включає більшу частину Балтійського моря, балтійські держави Естонії, Латвії та Литви, а також більшу частину Швеції та Фінляндії. Біогеографічний регіон простягається на схід до Росії. Більша частина землі знаходиться нижче 500 метрів і є досить рівнинною. Північ регіону зливається з лісами і тундрою Арктичного біогеографічного регіону, а південь зливається з широколистяними лісами Континентального біогеографічного регіону. На заході земля піднімається до гір Фенноскандії, які знаходяться в Альпійському біогеографічному регіоні.

## Середовище
60 % земель Європейського Союзу в області вкриті лісами, але більшу частину займають комерційні насадження. Менше ніж 5–10 % лісу займають старі порослі. Типовий ліс західної тайги містить ялину європейську (Picea abies) і сосну звичайну (Pinus sylvestris), що ростуть на неглибокому ґрунті, покритому мохом, лишайником і кущовими чагарниками.
Загалом, бореальні ліси містять багатий набір добре адаптованих рослин, комах та інших тварин. Рідкісні види птахів також постійно зустрічаються, вони включають десять видів сов, таких як сова довгохвоста (Strix uralensis), шість видів дятлів, як-от дятел трипалий (Picoides tridactylus), і ряд хижих тварин, таких як підорлик великий (Aquila clanga).
Водно-болотні угіддя є наступним за поширеністю об'єктом ландшафту. Приблизно 10 000–15 000 років тому весь Бореальний регіон був покритий льодом. Коли масивний льодовиковий щит відступив після останнього Льодовикового періоду, він вирізав неглибокі западини в твердій скелі з граніту та гнейсу, які з часом перетворилися на озера, річки та болота. У цьому регіоні знаходиться значна частина природних озер Європи та деякі з її найбільших боліт. На крайній півночі торфовища місцями можуть становити 50 % поверхні суші. На болотах розмножуються такі птахи як коловодник болотяний (Tringa glareola), лебідь-кликун (Cygnus cygnus), брижач (Philomachus pugnax).
Демографічно цей регіон є дуже контрастним, де є урбанізовані території на півдні (Стокгольм, Рига, Гельсінкі), і величезні території на півночі, де і без того низька чисельність населення зменшується ще більше. На півдні в середньому проживає 40 жителів/км², тоді як на півночі зазвичай ≈ 2–3 жителів/км².
Вважалося, що в зв'язку з глобальним потеплінням, південні кордони бореальних лісів потоншають і деградують, а самі ліси відступлять далі на північ, де температура все ще підходить для їхнього існування. Однак, згідно повідомлення видання Science Alert від 6 листопаду 2023 року, останні супутникові знімки показали, що відступ лісів відбувається не так, як очікувалося. Виявилося, що протягом  2000-2019 років, на більшій частині бореального лісу збільшилося зростання дерев, але свідчень того, що вони розширювалися за межі нинішніх кордонів, немає.

## Види
Бореальний регіон відносно багатий на види, враховуючи його широту. Чотири ссавці зустрічаються лише тут, у межах ЄС: політуха сибірська (Pteromys volans), олень північний лісовий (Rangifer tarandus fennicus), нерпа кільчаста саїмаанська (Phoca hispida saimensis), Phoca hispida bottnica. Типовими представниками теріофауни є рись євразійська, бобер європейський, ведмідь бурий. Характерні види безхребетних: жук-пустельник (Osmoderma eremita) і перлівниця звичайна (Margaritifera margaritifera).
Хоча судинні рослини відносно бідні, є деякі помітні ендеміки чи рідкісні види, такі як Alisma wahlenbergii й Artemisia oelandica. Типовими є Calypso bulbosa, Arctophila fulva, Ranunculus lapponicus.